# Taskia

Taskia es un servicio español de realización de tareas puntuales entre particulares, que pone en contacto a particulares que necesitan ayuda con alguna tarea por no disponer de tiempo, conocimiento o de herramientas para la misma. Se pueden encontrar servicios de mudanzas, reparaciones, cuidado de mascotas, limpieza, ayuda para organización de eventos, traducciones, o alguien que te haga recados .

## Desarrollo
La idea surge en España, y en octubre de 2016 sale a la luz con gran repercusión mediática (Cinco días , EuropaPress , Ticbeat , Radio Euskadi , Onda Vasca , Aragón Radio), consiguiendo en los primeros meses varios miles de usuarios. Actualmente está disponible en Madrid, Barcelona, Vizcaya y Guipúzcoa.  Y tiene pensado expandirse por toda España en breve según han comunicado sus fundadores en los medios .
Forma parte de lo que se denomina Economía Colaborativa en su modalidad de tareas y servicios.

## Procedimiento
La plataforma, tanto en su versión web como la versión móvil, permite a quien busca ayuda poder ver qué personas se ofrecen a trabajar en esa categoría de servicio, en un radio de 10 km de donde necesita que le realicen el trabajo. Puede ver todos los candidatos con una descripción de su experiencia, con su precio/hora, su reputación por las tareas ya realizadas en Taskia, y si tiene los datos de su perfil verificados. 
Si no hay nadie disponible para la fecha indicada, la plataforma también se compromete a buscar a alguien de confianza en un plazo de 72h. 
La búsqueda de ayuda así como la negociación de los presupuestos es gratuita. Cuando se acuerda un presupuesto, la persona que la requiere debe introducir su tarjeta de crédito a modo de reserva, pero no se le efectuará el cargo en la misma hasta que la tarea no sea realizada. 
Por el lado de las personas que desean ayudar a otras personas y darse de alta en Taskia, denominados Taskers según la plataforma, deben registrarse con un correo electrónico, crear un anuncio con el servicio que ofrecen indicando la experiencia y su precio/hora. Así como completar sus datos de perfil y verificarlos. Tanto el alta como la publicación de anuncios es totalmente gratuita. 
Cuando sean seleccionados para una tarea son avisados vía SMS o telefónicamente. Sobre el presupuesto acordado con el cliente recibirán vía transferencia bancaria el pago del mismo, descontando una comisión del 15% por uso de la plataforma.

## Confianza y seguridad
La plataforma se basa en la confianza, ya que los todos los taskers mostrados tienen el correo electrónico y el número de teléfono verificado y en la mayoría de los casos también su DNI. Además, los usuarios publican opiniones  y tras cada tarea realizada, cada usuario recibe una valoración positiva o negativa en una escala del 1 al 5. El 92% de las opiniones son positivas .
Los taskers con malas valoraciones, o que incumplen las Condiciones de uso de la plataforma son expulsados por la propia plataforma.
Ante cualquier imprevisto, la plataforma permite la cancelación de la tarea por parte de quien la demanda, sin cargo alguno. 
Los pagos se realizan a través de la pasarela de pago virtual del Banco Sabadell.

## Promotores
Taskia está participada por la emprendedora e ingeniera de telecomunicaciones, Zaloa Urrutikoetxea , y  la empresa tecnológica Hispavista, con más de 20 años de experiencia en mundo en línea, siendo uno de los 15 portales más visitado en España con 18 millones de usuarios únicos y 375 millones de páginas vistas al mes.